# Kalfaktor

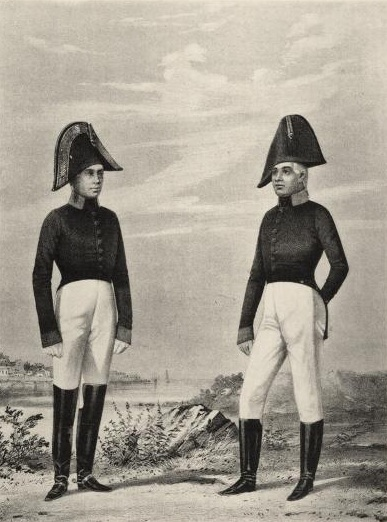
Kalfaktor (1802–1812)

Kalfaktor är en uppassare åt en militär chef med uppgift att utföra sysslor av vardaglig karaktär. I fråga om äldre militära förhållanden i Sverige kunde menig utses som kalfaktor åt officer i befattning från och med plutonchef.
Benämningen kom in i svenska språket på 1600-talet från Tyskland, där den ursprungligen användes om den lärjunge som skulle elda i skollokalen samt om den munk som skötte eldningen på kloster (från latinets calefacere, göra varm, uppvärma). I delar av Tyskland används ordet fortfarande i betydelsen vaktmästare, assistent till en vaktmästare, eller en fängelsefånge med vissa arbetsuppgifter, medan ordet i Sverige snabbt kom att betyda uppassare eller manlig betjänt, främst inom det militära. Mot slutet av 1800-talet började den icke-militära användningen av ordet att alltmer ersättas med det engelska butler.
Ordet var under 1800-talet även beteckningen på ett slags mindre kamin som sattes in i en kakelugn.